# Punčocháče
Punčochové kalhoty, hovorově punčocháče, jsou oděv z velmi tenkého materiálu, který těsně přiléhá k tělu od pasu až ke špičkám nohou.

## Z historie
Punčochové kalhoty se vyvinuly z hadicových oděvů pokrývajících nohy. Za jednoho z předchůdců se považuje dvojice tkaných hadic sešitých do tvaru lidských nohou a přivázaných na řemenu kolem pasu. Tyto „kalhoty“ (angl.: hose) byly ve středověku určeny jen pro muže. Podobný oděv měl údajně na sobě už tyrolský Ötzi před cca 5 000 lety. Na snímku v galerii jsou hose z drahé tkaniny, které měl zhotovit krejčí Chausser (v Anglii) asi začátkem 15. století (viz malbu z roku 1440).
První pletené punčocháče byly údajně vyrobeny v Anglii v roce 1803. Měly je používat ženy jako spodní prádlo, výrobek se však neuplatnil, protože tehdejší společnost považovala tento způsob odívání za necudný.
Punčochové kalhoty v provedení známém ještě v 21. století vyvinul Američan Allen Gant u firmy Glen Raven Knitting Mills v roce 1953 a na trh přišly poprvé v roce 1959 s označením Panti-Tights a Panti-Legs. V roce 1969 byla zaznamenána výroba 624 milionů párů, v 70. letech 20. století už se prodávalo více punčocháčů než punčoch a výroba se  nepřetržitě zvyšovala až asi do roku 1995, kdy obliba dámského punčochového zboží poklesla. Část punčocháčů byla později nahrazena legínami. V roce 2008 se udával celosvětový prodej s 1,4 miliardy kusů a na rok 2023 se odhadoval prodej punčocháčů spolu s legínami na 4 miliardy kusů.

## Způsob výroby
Velká část punčocháčů se vyrábí technologií v principu nezměněnou od 60. let 20. století. Jeden velký čínský výrobce popisuje (v roce 2021) výrobní proces v 5 hlavních částech: pletení, šití, barvení, tvarování s fixací a balení.
Na okrouhlých pletacích strojích se vyrábějí jako polotovar hadice, které se stříhají na patřičný tvar, horní části se sešívají s bavlněným cviklem (nebo kalhotkami) a s elastickým pásem na horním kraji kalhot, na dolních koncích se přišívají pletené šlapky. Barvení světlými odstíny trvá asi 6 hodin, tmavší o 1-2 hodiny déle. Následuje fixování tvaru pařením punčocháčů navlečených na kovové formě, kontrola jakosti a balení.
Jako surovina se používá příze ze směsi polyamid/elastan (obvykle cca 10 % elastanu obeskaného 90 % polyamidového filamentu) v jemnostech 15-100 dtex. Jen některé druhy, např. zimní nebo dětské punčocháče, se vyrábějí z vlněné nebo akrylové příze. Sed se zhotovuje v několika formách, na snímcích v galerii jsou příklady nejpoužívanějších druhů.
V roce 1968 byly (u britské firmy Pretty Polly) patentovány první punčochové kalhoty pletené z jednoho kusu. Tato technologie byla u konkurenčních výrobců asi do konce století zdokonalena tak, že se podle ní během 2,5-3 minut dají zhotovit punčocháče od šlapek až po bederní pás.  Princip: např. na dvou současně běžících pletacích válcích (vzájemně postavených ve tvaru V) se s celkem 8 pletacími systémy vyrábějí punčochy, na které se automaticky naplétá kompletní sed kalhot. Rozsah praktického využití této metody není veřejně znám.

## Druhy punčochových kalhot
V 21. století patří k hlavním:
- jemné (dámské) z hladké nebo tvarované příze v jemnostech cca 15-40 dtex (v hovorové češtině: silonky[14])
- dámské polokompresní a kompresní v jemnostech cca 50-100 dtex, např. 78 tex směs polyamid/elastan/bavlna (78/20/2)[15]
- dětské – bavlněné nebo ze směsi s vlnou, příp. potištěná froté pletenina[16]
- pánské – např. směsi bavlna/polyamid/elastan, sed pro mužskou anatomii, s poklopcem[17]
- over boot – bavlněné, bez šlapek (= legíny), hlavně na lyžování[18]

## Punčocháče pod kalhoty
V 80. letech se punčocháče běžně nosily pod kalhoty nebo jako domácí oblečení místo tepláků. Jednalo se o běžnou součást šatníku u dětí na základní škole. Mezi hochy v pubertě představoval často nenáviděný kus oblečení za který se v té době styděli. K oblečeným punčocháčům pod kalhotami se často hoši přiznávali jen pokud se museli svlékat ve společné šatně na tělocviku. V uzavřených přezuvkách a pod dlouhými kalhotami viditelná část bavlněných punčocháčů působila jako běžné okrové nebo bílé ponožky.
S příchodem termoprádla se punčochové kalhoty staly opět více dívčím a dámským kusem oblečení. I přes to jsou nadále punčocháče oblíbené i mezi muži, jako spodní extra tenká vrstva oblečení pod společenské kalhoty.

## Galerie punčocháčů

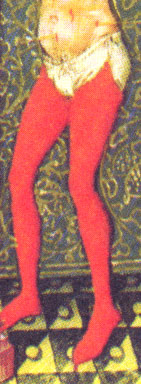
Předchůdce punčochových kalhot z 15. století
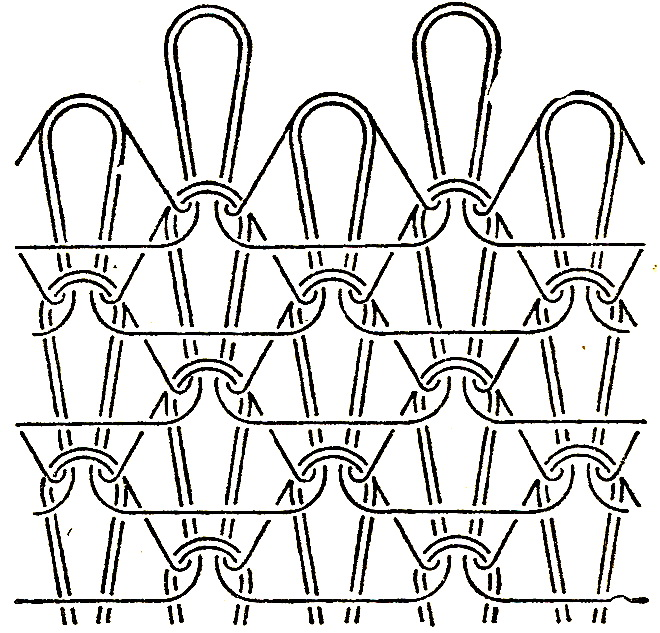
Struktura micro-mesh pleteniny používané na sed a šlapky punčochových kalhot
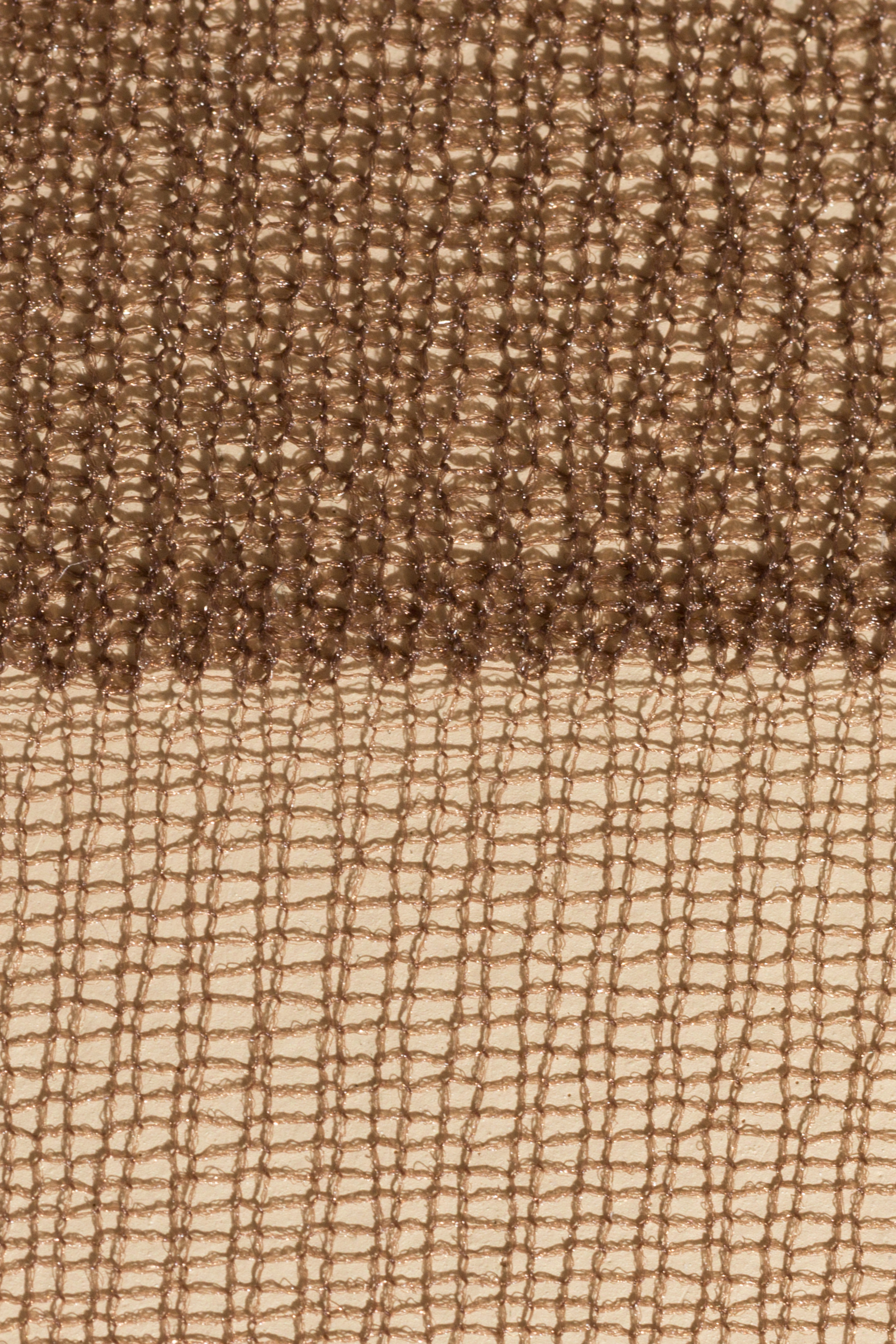
Náplet sedu kalhot (nahoře) na punčochu (dole)
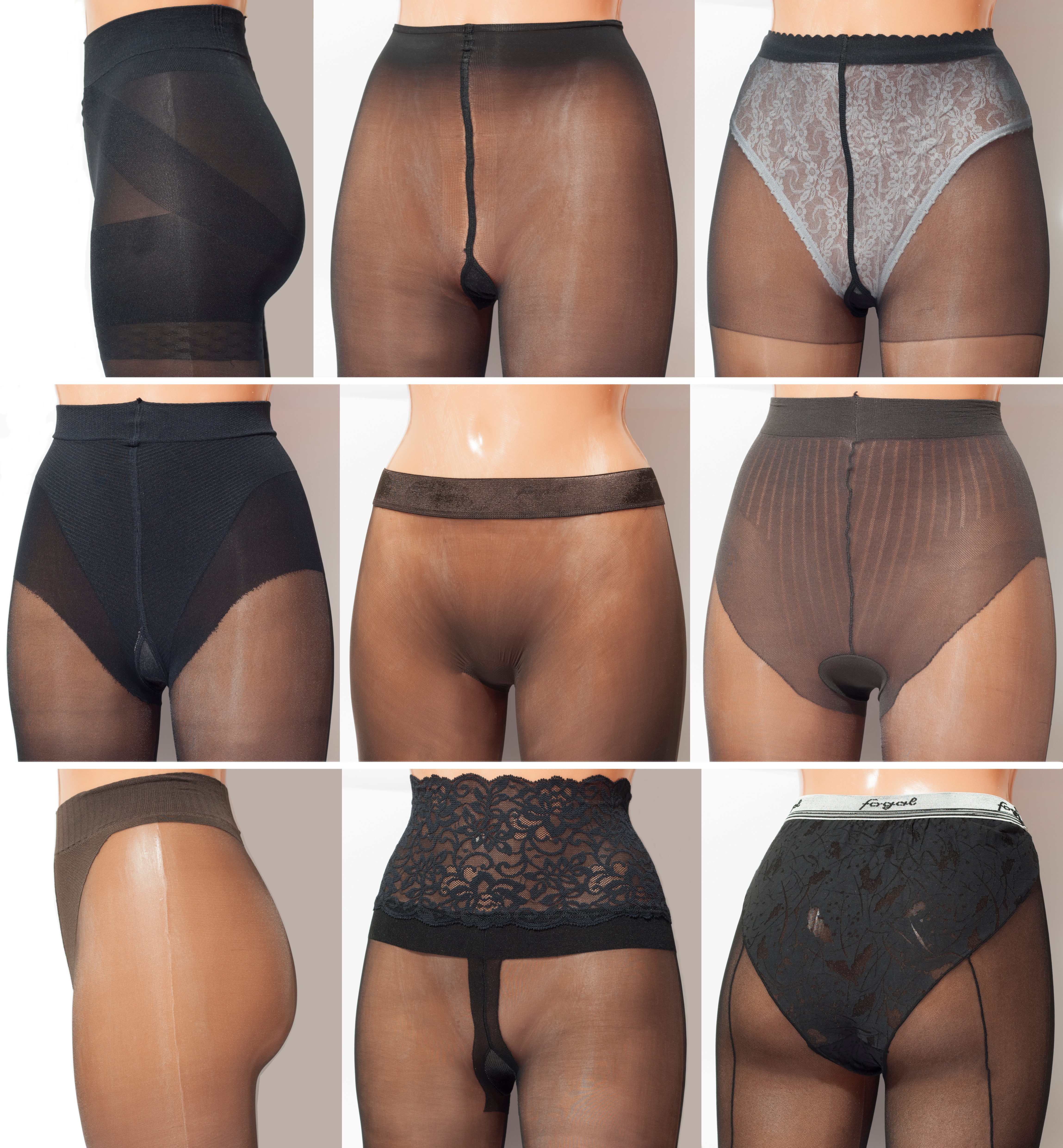
Různé tvary a druhy sedu punčochových kalhot
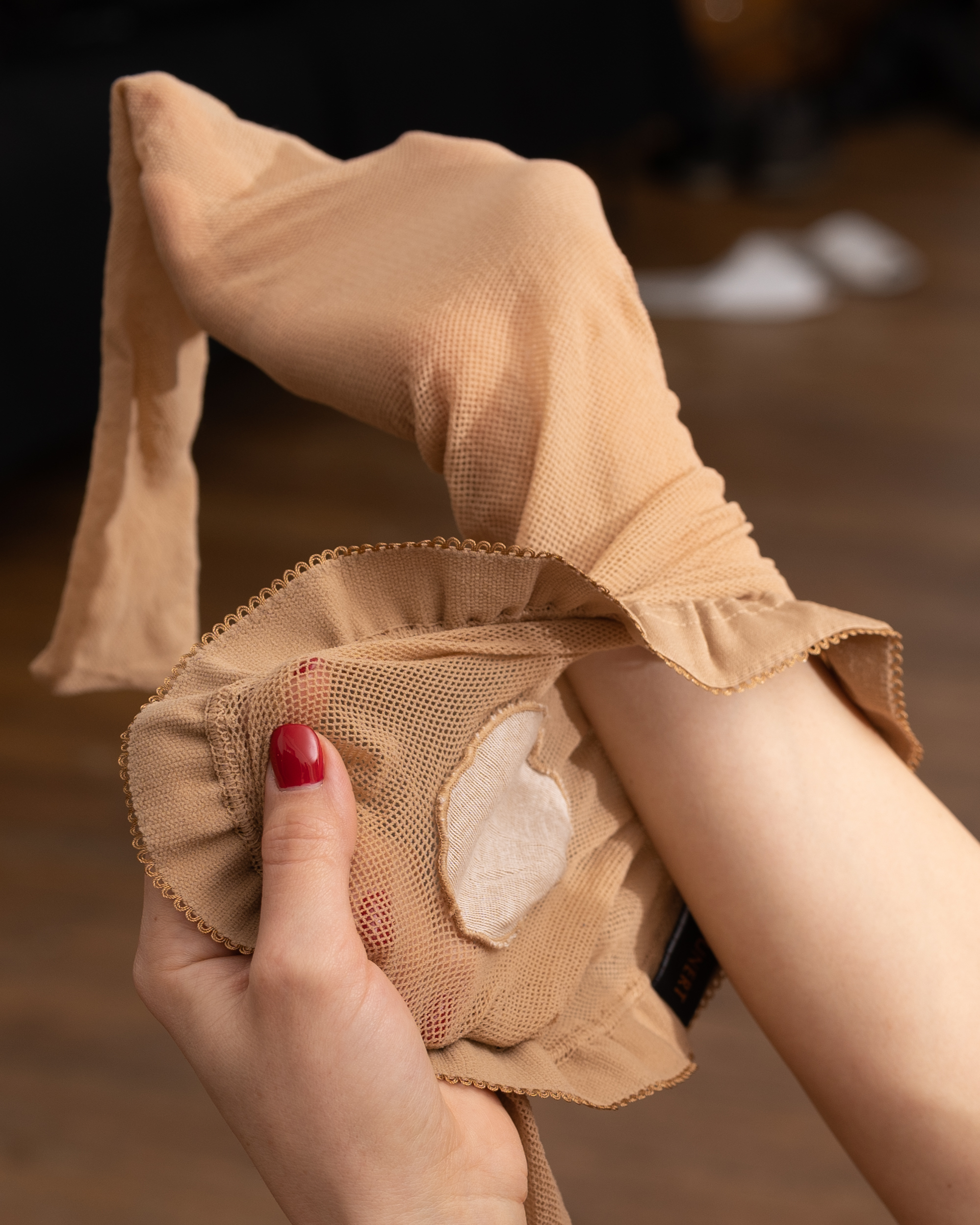
Sed síťovaných punčocháčů s (bílým) bavlněným cviklem
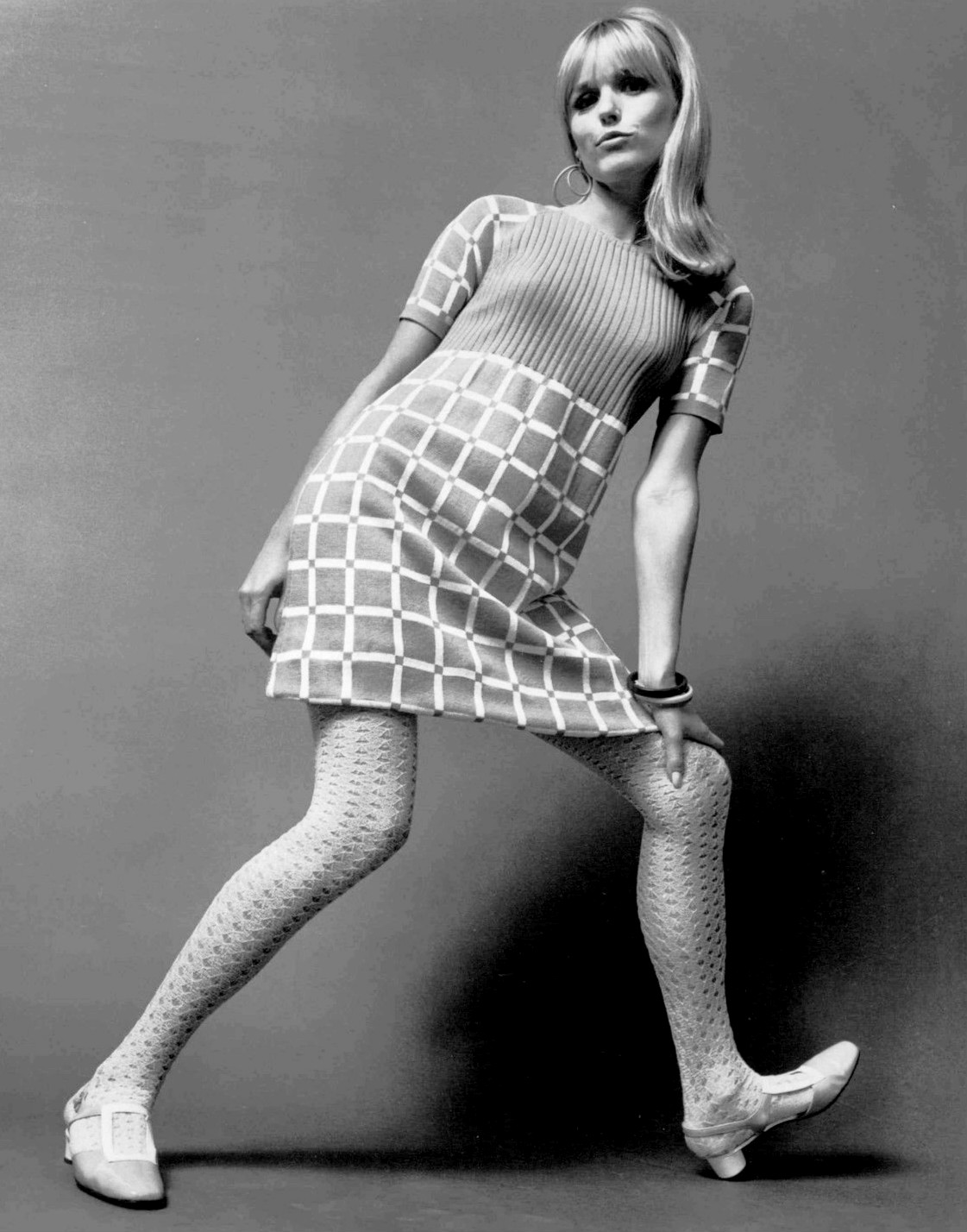
Vzorované punčochové kalhoty z roku 1967
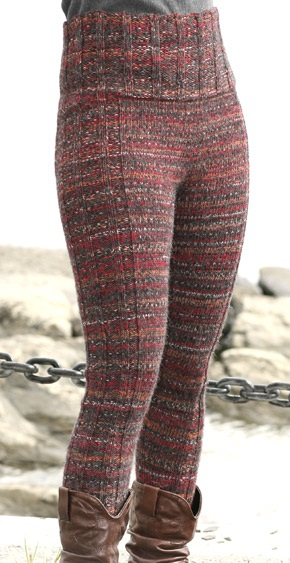
Vlněné punčocháče (Rusko 2012)
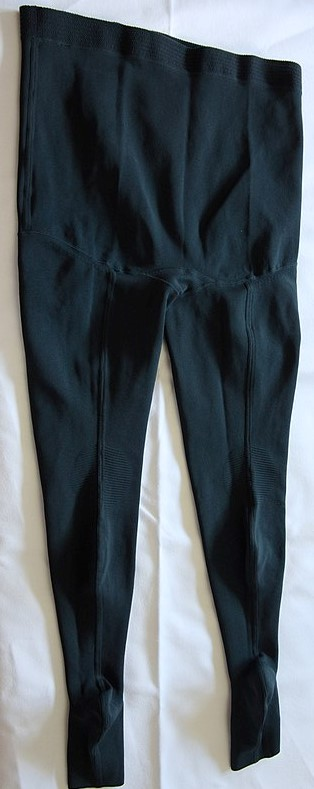
Kompresní punčocháče s otevřenými špicemi šlapek (pletené na plochém stroji)
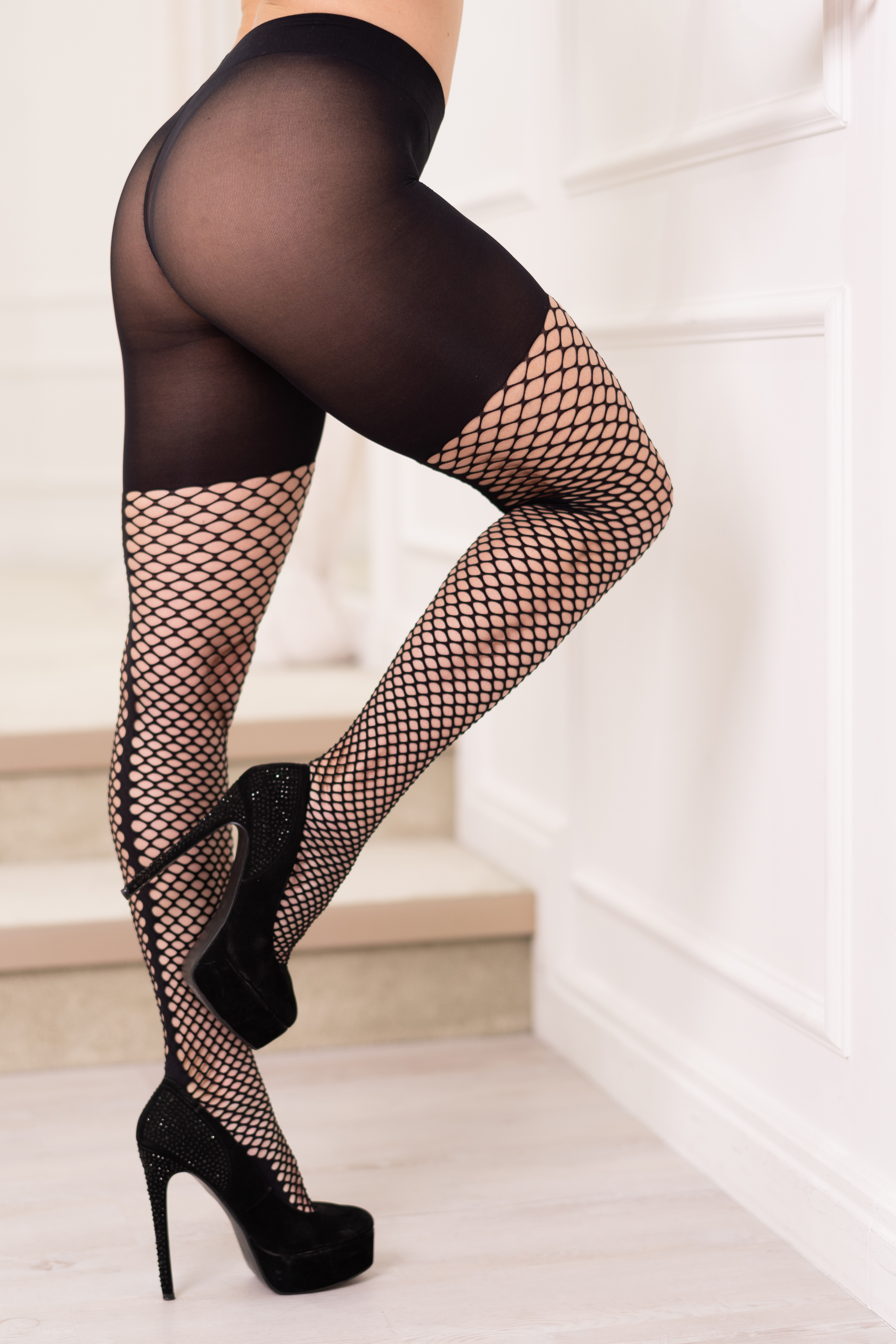
Síťovaná pletenina z recyklovaného polyamidu 54 tex, bavlněný sed, zadní šev (2022)
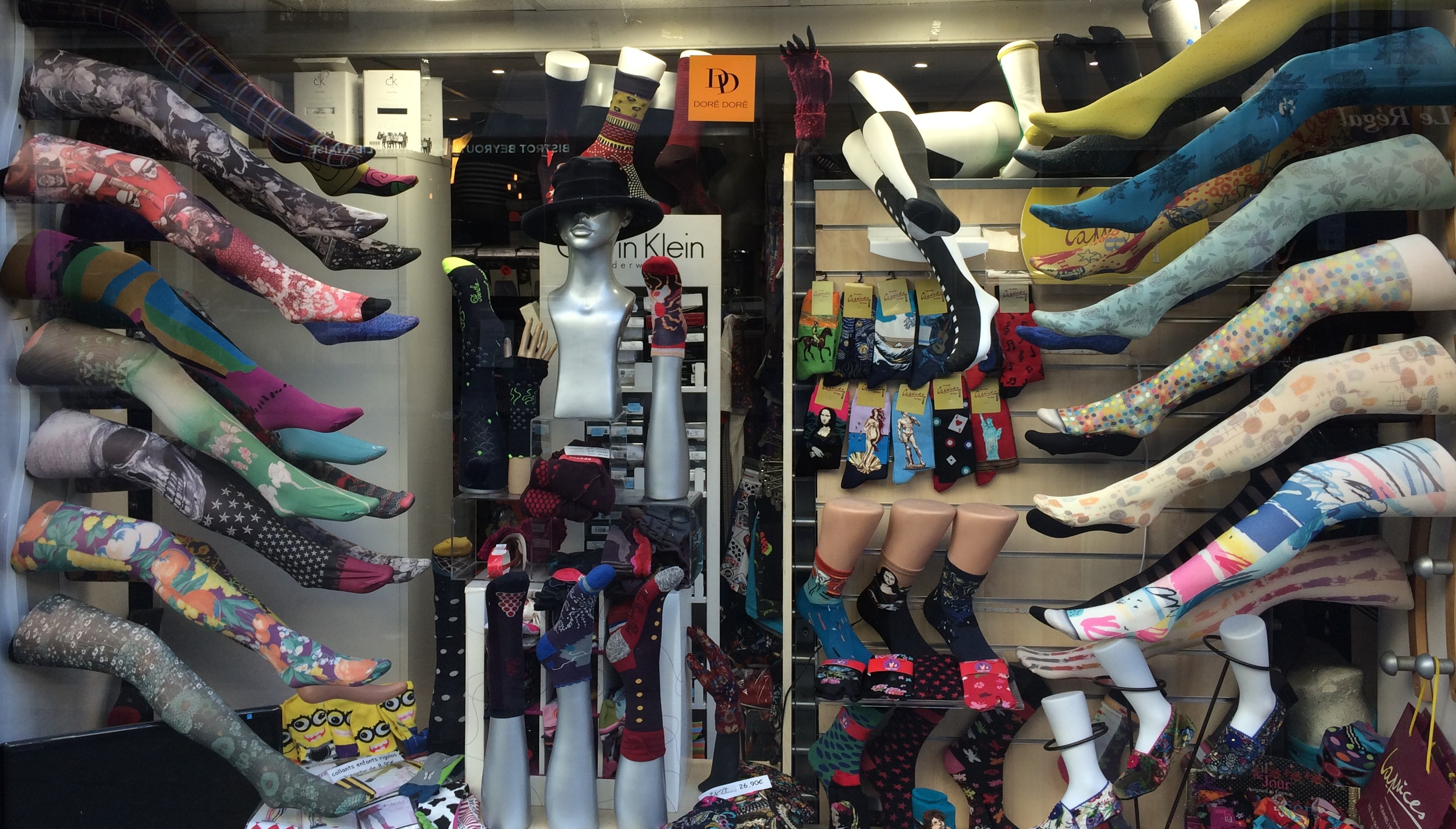
Butik s punčocháči v Paříži (2017)
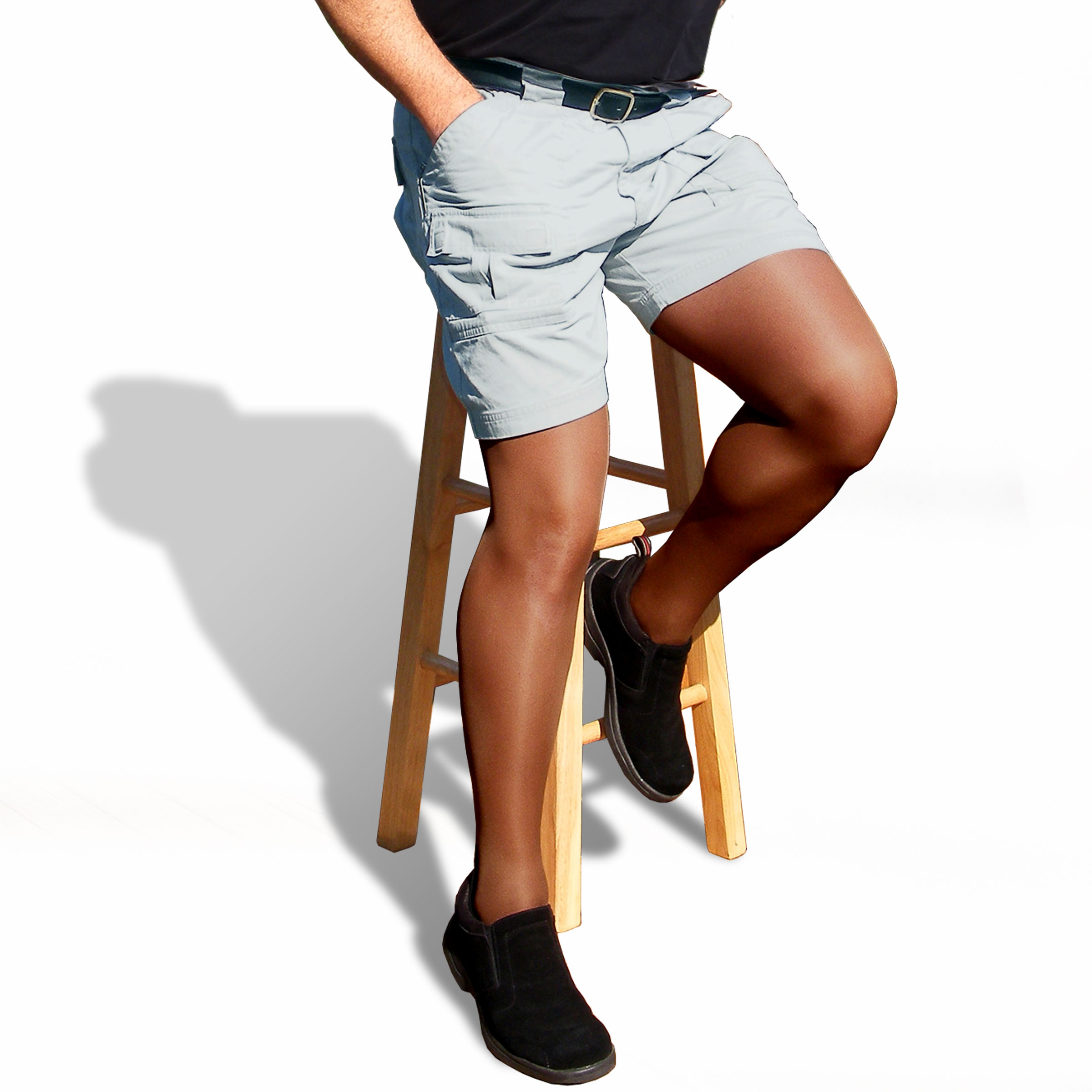
Muž v silonkách pod kraťasy
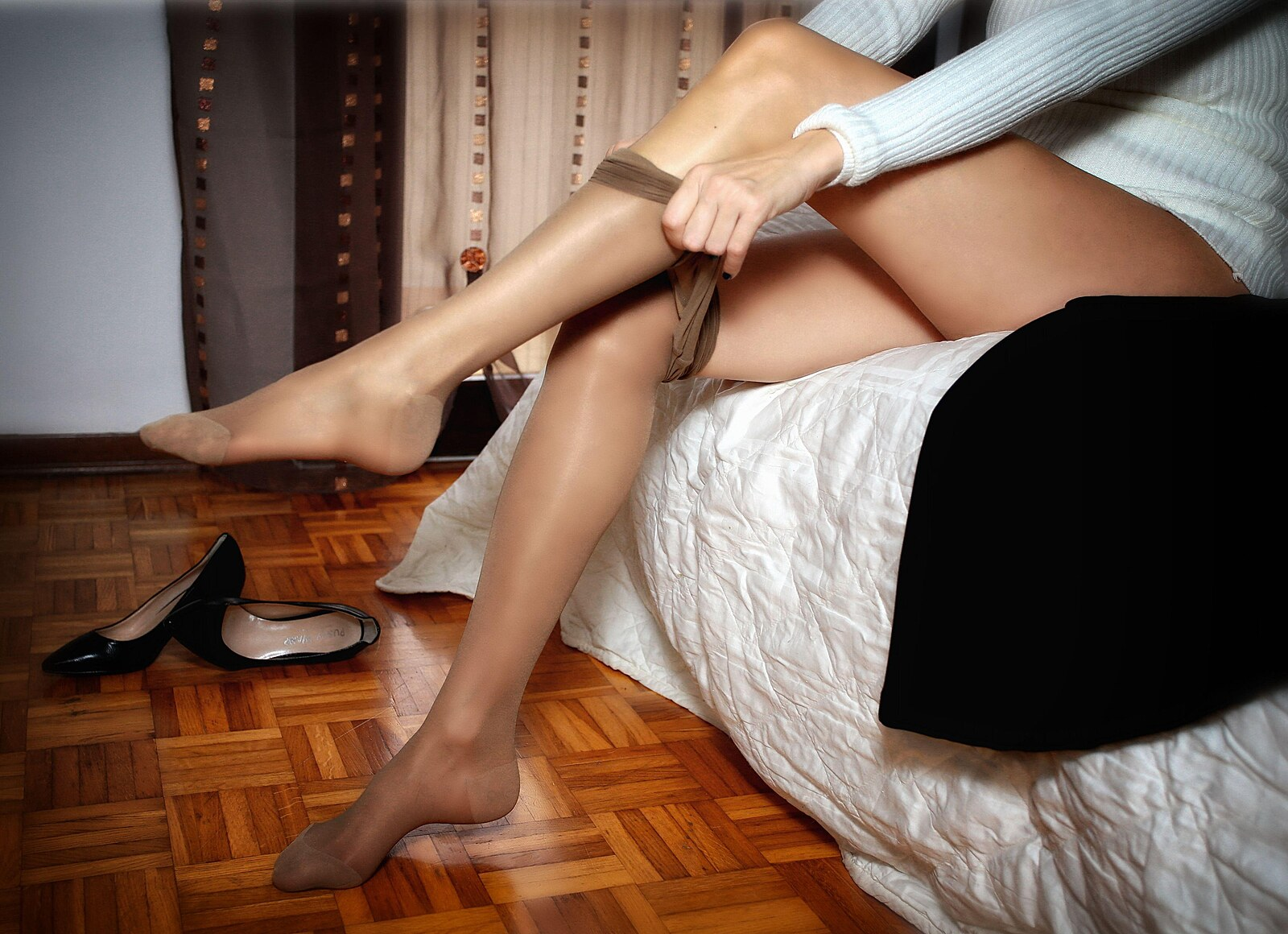
Oblékání silonek
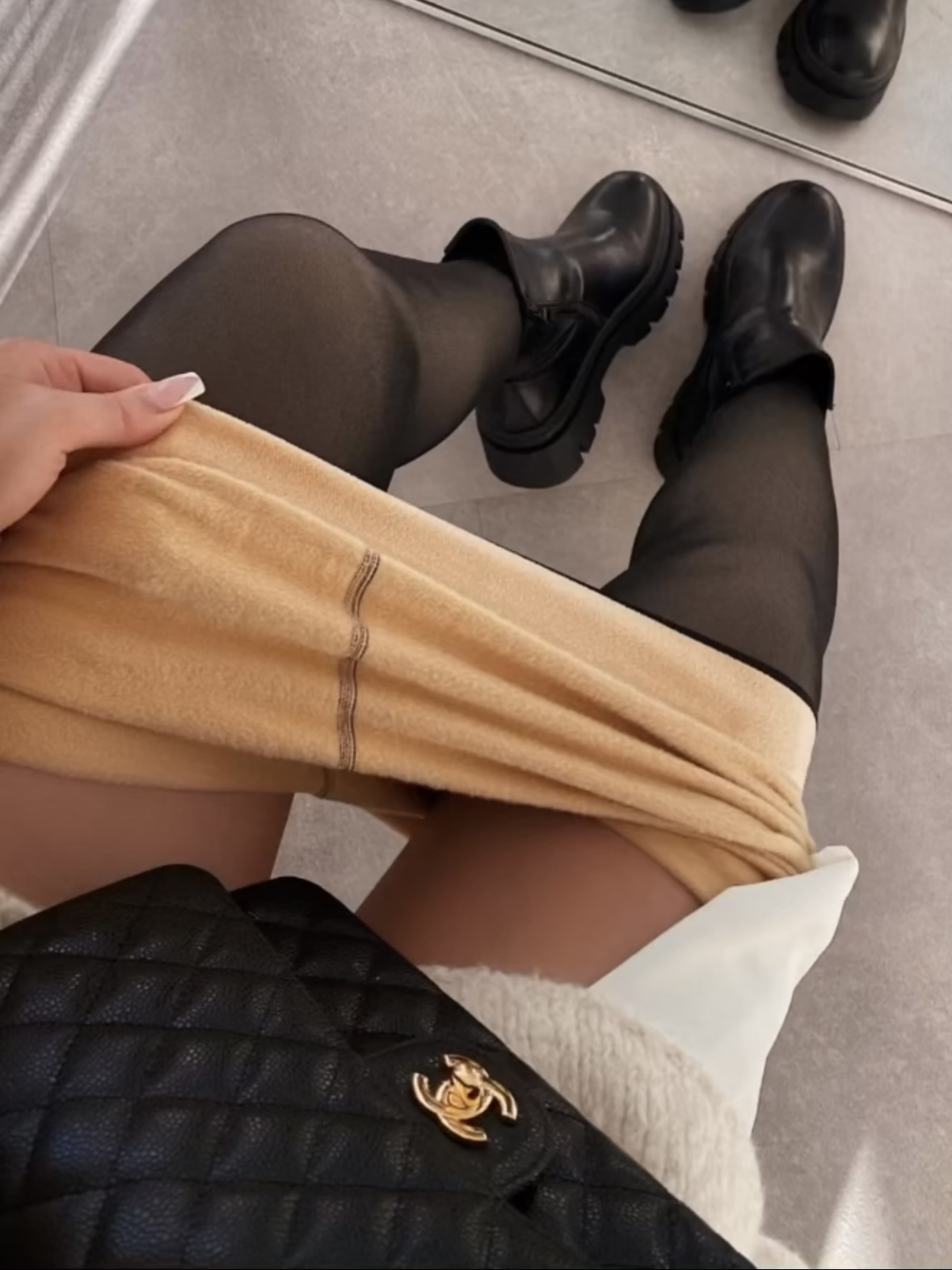
Zateplené silonky